# Olivia Magnani
Olivia Magnani (Roma, 2 ottobre 1975) è un'attrice italiana.

## Biografia
Nata a Roma, è figlia di Luca Magnani, a sua volta figlio di Anna Magnani e Massimo Serato, mentre sua madre è Gigliola Faenza, sorella del regista Roberto. Ha iniziato la sua carriera in teatro. Nel 1997 partecipa al film Marianna Ucrìa, regia di Roberto Faenza; nel 2004 partecipa al film di Paolo Sorrentino, Le conseguenze dell'amore. Per la sua interpretazione in questo film ha vinto nel 2005 il Globo d'oro alla miglior attrice rivelazione. Ha il primo ruolo da protagonista in Quell'estate felice (2007), grazie al quale ha vinto due premi per l'interpretazione femminile, al Festival di Varna e al Festival di Bastia. Nel 2008 è protagonista di Un amore di Gide, regia di Diego Ronsisvalle, con Guido Caprino. Nel 2016 viene diretta dal regista russo Aleksander Sokurov nello spettacolo teatrale tratto da I Marmi di Brodsky, che debutta al Teatro Olimpico di Vicenza; nel 2019/20 è in tourne nello spettacolo La donna Leopardo diretto da Michela Cescon con debutto al Piccolo Teatro di Milano.

## Filmografia

### Cinema
- Marianna Ucrìa, regia di Roberto Faenza (1997)
- Una bellezza che non lascia scampo, regia di Francesca Pirani (2001)
- Le conseguenze dell'amore, regia di Paolo Sorrentino (2004)
- La giungla a Parigi, regia di Mathieu Delaporte (2006)
- Quell'estate felice, regia di Beppe Cino (2007)
- Un amore di Gide, regia di Diego Ronsisvalle (2008)
- Aria, regia di Valerio D'Annunzio (2009)
- Tutti i soldi del mondo, regia di Ridley Scott (2017)
- Delitto naturale, cortometraggio, regia di Valentina Bertuzzi (2019)

### Televisione
- Al di là delle frontiere - serie TV, 2 episodi (2004)
- Contergan - film TV (2007)

## Riconoscimenti
- Globo d'oro
  - 2005 – Miglior attrice per Le conseguenze dell'amore